# Chorrerón de Chuao
El Chorrerón de Chuao es una cascada en el extremo norte del parque nacional Henri Pittier en el estado Aragua, Venezuela. Se ubica a aproximadamente 10 kilómetros (6,2 mi) al norte de Chuao en el sector El Paraíso, a un constado de la ruta del cacao. Acceso al chorrerón de Chuao comienza en el pueblo y continúa en un sendero no demarcado a lo largo del Río del Medio.

## Geografía
La cascada se encuentra en un gran accidente geográfico en un cañón en el sector Paraíso usado para la actividad de escalada. La vegetación es de selva tropical y flanquea la cascada, cambiando rápidamente a bosque caducifolio una vez lejos del río. La región del sector Paraíso donde se ubica la catarata es de estudio por la probabilidad de la existencia de petroglifos de comunidades indígenas Caribe asentadas en el área.